# Föllik
Der Föllik (auch: Föllig) ist eine solitäre Erhebung südwestlich von Eisenstadt im Gebiet der Marktgemeinde Großhöflein im Bezirk Eisenstadt-Umgebung im Burgenland.
Auf dem rund 250 × 180 Meter großen Plateau, das sich flach nach Süden neigt, fanden sich Spuren einer Höhensiedlung der Wieselburger Kultur. Ein ehemaliges, derzeit im Verfall begriffenes, Jagdschlösschen der Familie Esterházy, erbaut Ende des 18. Jahrhunderts, findet sich auf der Anhöhe des Föllik.
Die auf dem Föllik vorhandene kalkhaltige Schwarzerde mit hohem Tonanteil, sorgt vor allem an den östlichen und südöstlichen Hängen des Berges für das Gedeihen der Rebsorte Zweigelt.
Am Weg östlich entlang des Föllig wurde 2010 von Gemeinde und Pfarre ein Weg des Lichts angelegt: vierzehn Darstellungen der Auferstehung Christi auf Metalltafeln von lokalen Künstlerinnen und Künstlern.